# Wouadja Essay
Wouadja Essay est un homme d'affaires et homme politique ivoirien, connu pour son rôle de président du conseil régional de l'Indenié Djuablin  et ancien président du conseil d'administration(PCA) de la poste de Côte d'Ivoire,. Il occupe également des fonctions de représentation dans divers conseils et institutions en Côte d'Ivoire.

## Biographie
Wouadja Essay est originaire de la région de l'Indénié-Djuablin, dans l'est de la Côte d'Ivoire. Ancien député-maire de Bettié, il se distingue par son engagement politique et administratif  dans cette région.

## Carrière
Essay est président du conseil régional de l'indénié-Djuablin depuis le 25 septembre 2021, succédant à Pascal Kouakou Binan lors d'une cérémonie à Abengourou. Ensuite, le 16 novembre 2021, Wouadja Essay est élu président du conseil d'Administration de la Poste de Cote d'Ivoire à l'unanimité lors d'un conseil extraordinaire à Abidjan, succédant à N'goan Aka Mathias. Représentant le Président de la République, il s'engage à relancer les activités de l'institution par des mesures courageuses, en synergie avec la direction générale, pour améliorer la continuité des services postaux.

## Engagement
Wouadja Essay exprime régulièrement sa gratitude envers le Président Alassane Ouattara pour son soutien aux projets régionaux, notamment l'ouverture du pont sur la comoé à Anékouadiokro en 2024, qui réduit les accidents et facilite les déplacements. Il s'implique également dans l'amélioration des conditions éducatives, comme lors de sa visite au lycée Nanan Adépra de Bettié en 2022, où il promet des solutions au manque d'enseignements et à l'insécurité.